# Centre hospitalier Monkele
Pour les articles homonymes, voir CHM.
Le centre hospitalier Monkole (CHM) ou centre hospitalier Mère et Enfant Monkole est un centre de soins de santé, avec 110 lits et 304 employés, situé dans la commune de Mont-Ngafula à Kinshasa en république démocratique du Congo. Le centre hospitalier Monkole a été nommé en 2011 par le gouvernement congolais hôpital général de référence de la ville de Kinshasa, par année il reçoit 100 000 patients dont 233 urgences en moyenne mensuelle.
Il a pour mission de donner les soins de santé de qualité à toute la population de la zone de santé de Mont Ngafula,.